# Pont-de-Crau
Pour les articles homonymes, voir Pont (toponyme).
Pont-de-Crau est un village de 3 200 habitants appartenant à la commune d'Arles, dans les Bouches-du-Rhône.

## Administration et services
Pont-de-Crau compte plusieurs services et aménagements publics, dont deux écoles (une maternelle et une élémentaire) et un stade. Les élèves du hameau commencent leurs études à l'école maternelle La Claire-Fontaine, qui dépend de l'académie d'Aix-Marseille. Elle compte 129 enfants. Ils poursuivent ensuite leur scolarité à l'école élémentaire Cyprien Pilliol.

## Activité économique
Plusieurs commerces sont présents, dont une pharmacie, deux boulangeries, un bureau de tabac/café/épicerie, deux salons de coiffure, une pizzeria, un traiteur, un boucher/charcutier et une fleuriste.